# Городчанинов, Григорий Николаевич
Григорий Николаевич Городчанинов (1771 или 1772 — 1852/1853) — профессор Казанского университета.

## Биография
Родился в семье мелкого торговца в Балахне Нижегородской губернии, по разным сведениям, в 1771 или 1772 году. Учился в Нижегородской духовной семинарии и Московском университете, который окончил в 1797 году. Поступил на службу переводчиком Главного почтового управления. Начал публиковать свои переводы литературных произведений, наиболее известное из которых — перевод сочинения аббата Рейналя «История обеих Индий» (СПб., 1805—1811).
После открытия университета в Казани решил получить в нём кафедру и обратился к попечителю учебного округа, представив составленный им «Опыт риторического разбора одной строфы из торжественной оды г-на Ломоносова» и ходатайство своего начальника по почтовому ведомству Трощинского; 1 сентября 1806 года был назначен адъюнктом российской словесности.
С самого начала своей университетской деятельности он стал «притчею во языцех» как на кафедре, так и в своих бесчисленных риторических и пиитических упражнениях, впоследствии собранных им в отдельную книгу. Не получив быстро профессорскую должность, уже в январе 1807 года он подал в отставку, но отозвал своё прошение, временно примирившись с должностью адъюнкта; 3 марта 1808 года он всё-таки покинул университет и занял место библиотекаря в московском отделении Медико-хирургической академии.
Наконец, 31 декабря 1810 года он был повторно назначен в Казанский университет — на ту же кафедру, но теперь уже в должности экстраординарного профессора. В феврале 1814 года, снова не получив повышения, подал в отставку, но теперь 26 марта он был утверждён ординарным профессором по кафедре красноречия, стихотворства и языка российского.
Во время управления Магницкого Казанским университетом (1819—1825) Городчанинов был деканом словесного (в 1816—1822 годах) и нравственно-политического (в 1822—1824 и 1826—1827 годах) отделения и дважды избирался проректором университета. В 1822—1828 годах читал естественное право.
Вышел в отставку 9 марта 1829 года, но остался жить в Казани, где и умер 22 декабря 1852 (3 января 1853) года.
Редактировал «Казанские известия» (1811—1813), «Казанский вестник» (1821—1829), «Учёные записки Казанского университета», с декабря 1826 года состоял председателем Казанского отделения общества любителей отечественной словесности. Писал оды, кантаты, «надгробия», повести, комедии, речи по разным торжественным случаям и на религиозные темы, и т.д.; составил «Опыт краткого руководства к эстетическому разбору по части российской словесности» (Киев, 1813). В 1816 году вышло первое издание его «Сочинений в стихах и прозе», а в 1831 году — второе.